# Az év ősmaradványa
A Magyarhoni Földtani Társulat 2015-ben indította el „Az év ősmaradványa” és „Az év ásványa” programot, melynek célja a földtudományok két pillérének, az ősmaradványoknak és az ásványoknak a népszerűsítése, valamint az ismeretterjesztés. Az év ősmaradványa és az év ásványa kiemelt szerepet kap a társulat adott évi programjain. Értelemszerűen az adott év ősmaradványát, illetve ásványát az azt megelőző évben választják meg a jelöltekből.

## Jelölések

### 2015
A Magyarhoni Földtani Társulat Őslénytani-Rétegtani Szakosztályának vezetősége 2015 októberében három jelöltet állított, amelyek közül internetes szavazás eredménye alapján került ki a nyertes.
- Komlopteris (komlói magvaspáfrány)
- Placochelys placodonta (egy kavicsfogú álteknős faj)
- Nummulites (Szent László pénze)

### 2016
- Parascutella a tengerisünök egyik neme
- Congeria kagylónem, egyik képviselője a Congeria ungula caprae faj (balatoni kecskeköröm)
- barlangi medve

### 2017
- Balatonites az ammoniteszek egyik neme, egyik képviselője a Balatonites balatonicus faj
- Flabellipecten a kagylók egyik csoportjának, a fésűskagylóknak egyik neme
- Sabal major szabalpálma faj

### 2018
- Komlosaurus dinoszaurusznem, egyetlen képviselője a Komlosaurus carbonis faj
- Hippurites kagylónem
- Tympanotonos csiganem

### 2019
- óriásfogú cápa („Megalodon”)
- gyapjas orrszarvú
- tengerililiomok

### 2020
A 2021. év ősmaradványa választása (így a 2020. évi jelölés) a járványhelyzet miatt elmaradt.

### 2021
- Tetractinella a pörgekarúak (brachiopodák) egyik neme
- balatoni kecskeköröm
- óriásszarvas

### 2022
- Ginkgoites a páfrányfenyőfélék egyik ősi, mára kihalt nemzetsége
- Clypeaster a tengerisünök egyik neme; egyes fajaik a homokdollárok közé tartoznak
- borostyánok, és a bennük található zárványok

### 2023
- aptychus, az ammoniteszek szájszervei, vagy a lakókamrát lezáró fedőhöz hasonló képletek
- gyapjas mamut
- Quercus kubinyii, tölgyfaj

## Nyertesek
- 2016-ban: Nummulites (Szent László pénze)
- 2017-ben: barlangi medve
- 2018-ban: Balatonites balatonicus nevű ammonitesz
- 2019-ben: Komlosaurus carbonis nevű dinoszaurusz
- 2020-ban: óriásfogú cápa („Megalodon”)
- 2021-ben: a járványhelyzet miatt nem volt
- 2022-ben: óriásszarvas
- 2023-ban: borostyánok
- 2024-ben: gyapjas mamut